# 椿原橋
椿原橋（つばきはらばし）は、岐阜県大野郡白川村大字有家ケ原 - 大字椿原にある東海北陸自動車道の橋長322.0 m（メートル）のトラス橋である。

## 概要
- 形式 - 複合上路3径間連続ワーレントラス橋
- 橋長 - 322.000 m
  - 支間割 - 82.300 m + 155.000 m + 82.300 m
- 活荷重 - B活荷重
- 幅員
  - 総幅員 - 11.650 m
  - 有効幅員 - 10.060 m
  - 車道 - 10.060 m
  - 歩道 - なし
- 床版 - 場所打ちプレストレスト・コンクリート
- 施工 - 宮地鐵工所
- 架設工法 - バランシングカンチレバー工法

椿原トンネルと有家ヶ原トンネルを繋ぐ橋であり、関西電力・椿原ダムの下流側で庄川に架かる橋。トラス上弦材とPC床版を合成し、PC床版に主構の機能も担わせた日本で初めての複合トラス橋である。架設には張り出し架設工法が採用された。また、1995年（平成7年）に世界遺産に登録された白川郷・五箇山の合掌造り集落のうち、白川郷附近を通過するため、周囲の景観に配慮して設計された。
2002年（平成14年）11月16日に本橋を含む東海北陸道の白川郷IC - 五箇山IC間が開通した。